# David E. Keyes
David Elliot Keyes (* 4. Dezember 1956 in Brooklyn) ist ein US-amerikanischer Informatiker, angewandter Mathematiker und Ingenieur.
Keyes erhielt 1978 seinen Bachelor-Abschluss in Maschinenbau und Flugzeugtechnik an der  Princeton University und einen 1979 Master-Abschluss in Angewandter Mathematik an der Harvard University, an der er 1984 in Angewandter Mathematik bei Donald Anderson promoviert (Dissertation: Numerical Modeling of Steady, Laminar Free-Convective Boundary Layer Flow Beneath Heated or Combusting Horizontal Surfaces).  Er lehrte an der Yale University (Assistant Professor 1986, Associate Professor 1990), der Old Dominion University in Norfolk (Virginia) und der Columbia University, an der er 2003 bis 2011 Fu Foundational Professor für Angewandte Mathematik war und danach Adjunct Professor.
Er ist seit 2009 Professor an der König-Abdullah-Universität für Wissenschaft und Technologie (KAUST) und Direktor von dessen Extreme Computing Center.
Er befasst sich mit der numerischen Lösung partieller Differentialgleichungen auf massiven Parallelrechnern und damit verbundenen Software-Fragen. Unter anderem befasste er sich mit Newton-Krylov-Schwarz (NKS) und Additive Schwarz Preconditioned Inexact Newton (ASPIN) Algorithmen und Algebraic Fast Multipole Methods (AFM), mit Gebietszerlegungsalgorithmen und der Simulation von Verbrennungsprozessen, Magnetohydrodynamik (mit Anwendungen in Geophysik), Strahlungstransport, Wärmetransport in der Aerodynamik und Modellierung von Computerleistung. Er war in den 1990er Jahren am NASA Langley Research Center in Hampton (Virginia).
2007  erhielt er den Sidney Fernbach Award. Er erhielt 1989 einen Presidential Young Investigator Award der National Science Foundation und ist Fellow von SIAM und der American Mathematical Society (2012). 1999 erhielt er den Gordon Bell Prize der IEEE Computer Society.

## Schriften (Auswahl)
- M. D. Smooke, R. E. Mitchell, D. E. Keyes: Numerical solution of two-dimensional axisymmetric laminar diffusion flames, Combustion Science and Technology, Band 67, 1986, S. 85–122
- William D. Gropp, D. E. Keyes: A comparison of domain decomposition techniques for elliptic partial differential equations and their parallel implementation, SIAM Journal on Scientific and Statistical Computing, Band 8, 1987, S. s166–s202
- Herausgeber mit Jinchao Xu: Domain decomposition methods in scientific and engineering computing, Proc. 7. Int. Conf. Domain Decomposition, Pennsylvania State University 1993, Contemporary Mathematics 180, American Mathematical Society 1994
- Herausgeber: Parallel Computational Fluid Dynamics: Towards Teraflops, Optimization, and Novel Formulations,  Proceedings of the Parallel CFD '99 Conference, Elsevier 2000
- X.-C. Cai,  D. E. Keyes: Nonlinear Preconditioned Inexact Newton Algorithms, SIAM J. Sci. Comp., Band  24, 2002, S. 183–200
- D. A. Knoll, D. E. Keyes: Jacobian-Free Newton-Krylov Methods: A Survey of Approaches and Applications, J. Comput. Phys., Band 193, 2004, S. 357–397
- D. E. Keyes: Exaflop/s – the Why and the How, Comptes Rendus Acad. Sci. Paris, Band 339, 2011, S. 70–77
- mit Jack Dongarra u. a.: The International Exascale Software Project Roadmap, International Journal of High Performance Computing Applications, Band 25, 2011, S. 3–60
- D. Keyes u. a.: Multiphysics Simulations: Challenges and Opportunities, Int. J. High Performance Computing Applications, Band 27, 2013, S. 5–83
- R. Yokota, G. Turkiyyah, D. Keyes: Communication Complexity of the Fast Multipole Method and its Algebraic Variants, Supercomput. Front. and Innov., Band 1, 2014, S. 62–83